# Afrika-Cup 2024/Finalrunde
Dieser Artikel gibt Auskunft über die Spiele der Finalrunden beim Afrika-Cup 2024 in der Elfenbeinküste.

## Spielplan
|  | Achtelfinale     | Achtelfinale   |                |          | Viertelfinale    | Viertelfinale |  |  | Halbfinale | Halbfinale |  |  | Finale | Finale |
|  |                  |                |                |          |                  |               |  |  |            |            |  |  |        |        |
|  |                  |                |                |          |                  |               |  |  |            |            |  |  |        |        |
|  | Nigeria          | 2              |                |          |                  |               |  |  |            |            |  |  |        |        |
|  | Nigeria          | 2              |                |          |                  |               |  |  |            |            |  |  |        |        |
|  | Kamerun          | 0              |                |          |                  |               |  |  |            |            |  |  |        |        |
|  | Kamerun          | 0              | Nigeria        | 1        |                  |               |  |  |            |            |  |  |        |        |
|  |                  |                | Nigeria        | 1        |                  |               |  |  |            |            |  |  |        |        |
|  |                  | Angola         | 0              |          |                  |               |  |  |            |            |  |  |        |        |
|  | Angola           | Angola         | 0              | 3        |                  |               |  |  |            |            |  |  |        |        |
|  | Angola           |                |                | 3        |                  |               |  |  |            |            |  |  |        |        |
|  | Namibia          | 0              |                |          |                  |               |  |  |            |            |  |  |        |        |
|  | Namibia          | 0              | Nigeria        | E1 (4)E  |                  |               |  |  |            |            |  |  |        |        |
|  |                  |                | Nigeria        | E1 (4)E  |                  |               |  |  |            |            |  |  |        |        |
|  |                  | Südafrika      | 01 (2)         |          |                  |               |  |  |            |            |  |  |        |        |
|  | Kap Verde        | Südafrika      | 01 (2)         | 1        |                  |               |  |  |            |            |  |  |        |        |
|  | Kap Verde        |                |                | 1        |                  |               |  |  |            |            |  |  |        |        |
|  | Mauretanien      | 0              |                |          |                  |               |  |  |            |            |  |  |        |        |
|  | Mauretanien      | 0              | Kap Verde      | 0 (1)    |                  |               |  |  |            |            |  |  |        |        |
|  |                  |                | Kap Verde      | 0 (1)    |                  |               |  |  |            |            |  |  |        |        |
|  |                  | Südafrika      | E0 (2)E        |          |                  |               |  |  |            |            |  |  |        |        |
|  | Marokko          | Südafrika      | E0 (2)E        | 0        |                  |               |  |  |            |            |  |  |        |        |
|  | Marokko          |                |                | 0        |                  |               |  |  |            |            |  |  |        |        |
|  | Südafrika        | 2              |                |          |                  |               |  |  |            |            |  |  |        |        |
|  | Südafrika        | 2              | Nigeria        | 1        |                  |               |  |  |            |            |  |  |        |        |
|  |                  |                | Nigeria        | 1        |                  |               |  |  |            |            |  |  |        |        |
|  |                  | Elfenbeinküste | 2              |          |                  |               |  |  |            |            |  |  |        |        |
|  | Mali             | Elfenbeinküste | 2              | 2        |                  |               |  |  |            |            |  |  |        |        |
|  | Mali             |                |                | 2        |                  |               |  |  |            |            |  |  |        |        |
|  | Burkina Faso     | 1              |                |          |                  |               |  |  |            |            |  |  |        |        |
|  | Burkina Faso     | 1              | Mali           | 1        |                  |               |  |  |            |            |  |  |        |        |
|  |                  |                | Mali           | 1        |                  |               |  |  |            |            |  |  |        |        |
|  |                  | Elfenbeinküste | V2V            |          |                  |               |  |  |            |            |  |  |        |        |
|  | Senegal          | Elfenbeinküste | V2V            | 1 (4)    |                  |               |  |  |            |            |  |  |        |        |
|  | Senegal          |                |                | 1 (4)    |                  |               |  |  |            |            |  |  |        |        |
|  | Elfenbeinküste   | E1 (5)E        |                |          |                  |               |  |  |            |            |  |  |        |        |
|  | Elfenbeinküste   | E1 (5)E        | Elfenbeinküste | 1        |                  |               |  |  |            |            |  |  |        |        |
|  |                  |                | Elfenbeinküste | 1        |                  |               |  |  |            |            |  |  |        |        |
|  |                  | DR Kongo       | 0              |          |                  |               |  |  |            |            |  |  |        |        |
|  | Ägypten          | DR Kongo       | 0              | 1 (7)    |                  |               |  |  |            |            |  |  |        |        |
|  | Ägypten          |                |                | 1 (7)    |                  |               |  |  |            |            |  |  |        |        |
|  | DR Kongo         | E1 (8)E        |                |          |                  |               |  |  |            |            |  |  |        |        |
|  | DR Kongo         | E1 (8)E        | DR Kongo       | 3        |                  |               |  |  |            |            |  |  |        |        |
|  |                  |                | DR Kongo       | 3        | Spiel um Platz 3 |               |  |  |            |            |  |  |        |        |
|  |                  | Guinea         | 1              |          |                  |               |  |  |            |            |  |  |        |        |
|  | Äquatorialguinea | Guinea         | 1              | 0        | Südafrika        | E0 (6)E       |  |  |            |            |  |  |        |        |
|  | Äquatorialguinea |                |                | 0        | Südafrika        | E0 (6)E       |  |  |            |            |  |  |        |        |
|  | Guinea           | 1              |                | DR Kongo | 0 (5)            |               |  |  |            |            |  |  |        |        |

## Achtelfinale

### Angola – Namibia 3:0 (2:0)
| Angola                                                                    | Angola | Namibia | Namibia |
| ------------------------------------------------------------------------- | --- | --- | ------- |
| Angola                                                                    | \| Achtelfinale \| \| 27. Januar 2024 um 17:00 Uhr (18:00 Uhr MEZ) in Bouaké (Stade de la Paix) \| \| Zuschauer: 28.663 \| \| Schiedsrichter: Dahane Beida ( Mauretanien) \|                                                                            | \| Achtelfinale \| \| 27. Januar 2024 um 17:00 Uhr (18:00 Uhr MEZ) in Bouaké (Stade de la Paix) \| \| Zuschauer: 28.663 \| \| Schiedsrichter: Dahane Beida ( Mauretanien) \| | Namibia |
| Angola                                                                    | Neblú – Eddie Afonso, Kialonda Gaspar, Jonathan Buatu, Tó – Fredy (70. Zini), Show, Estrela (20. Signori António) – Gilberto (70. Manuel Keliano), Mabululu (84. Jérémie Bela), Gelson Dala (84. Zito Luvumbo) Cheftrainer: Pedro Gonçalves ( Portugal) | Lloyd Kazapua – Ivan Kamberipa, Kennedy Amutenya (60. Ananias Gebhardt), Lubeni Haukongo, Riaan Hanamub – Aprocius Petrus, Ngero Katua (60. Petrus Shitembi), Bethuel Muzeu (70. Uetuuru Kambato), Prins Tjiueza (23. Absalom Iimbondi), Deon Hotto – Peter Shalulile Cheftrainer: Collin Benjamin | Namibia |
| Angola                                                                    | 1:0 Gelson Dala (38.) 2:0 Gelson Dala (42.) 3:0 Malubulu (66.) | | Namibia |
| Angola                                                                    | Haukongo (14.), Iimbondi (63.) | | Namibia |
| Angola                                                                    | Haukongo (40.) | | Namibia |
| Angola                                                                    | Neblú (17.) | | Namibia |
| Angola                                                                    | Spieler des Spiels: Gelson Dala (Angola) | | Namibia |
| Achtelfinale                                                              | | |         |
| 27. Januar 2024 um 17:00 Uhr (18:00 Uhr MEZ) in Bouaké (Stade de la Paix) | | |         |
| Zuschauer: 28.663                                                         | | |         |
| Schiedsrichter: Dahane Beida ( Mauretanien)                               | | |         |

### Nigeria – Kamerun 2:0 (1:0)
| Nigeria                                                                                | Nigeria | Kamerun | Kamerun |
| -------------------------------------------------------------------------------------- | --- | --- | ------- |
| Nigeria                                                                                | \| Achtelfinale \| \| 27. Januar 2024 um 20:00 Uhr (21:00 Uhr MEZ) in Abidjan (Stade Félix Houphouët-Boigny) \| \| Schiedsrichter: Redouane Jiyed ( Marokko) \| | \| Achtelfinale \| \| 27. Januar 2024 um 20:00 Uhr (21:00 Uhr MEZ) in Abidjan (Stade Félix Houphouët-Boigny) \| \| Schiedsrichter: Redouane Jiyed ( Marokko) \| | Kamerun |
| Nigeria                                                                                | Stanley Nwabili (80. Francis Uzoho) – Semi Ajayi, William Troost-Ekong , Calvin Bassey – Ola Aina, Frank Onyeka, Alex Iwobi, Zaidu Sanusi (80. Kenneth Omeruo) – Moses Simon (90.+9' Bright Osayi-Samuel), Victor Osimhen (90.+9' Paul Onuachu), Ademola Lookman Cheftrainer: José Peseiro ( Portugal) | Fabrice Ondoa – Jean-Charles Castelletto, Oumar Gonzalez (77. Vincent Aboubakar), Christopher Wooh – Nicolas Moumi Ngamaleu (86. Enzo Tchato), Frank Anguissa , Olivier Ntcham, Nouhou Tolo – Karl Toko Ekambi (90.+6' Faris Moumbagna), Frank Magri, Georges-Kévin N’Koudou Cheftrainer: Rigobert Song | Kamerun |
| Nigeria                                                                                | 1:0 Lookman (36.) 2:0 Lookman (90.) | | Kamerun |
| Nigeria                                                                                | Simon (87.), Aina (90.+5') | Wooh (53.), Nkoudou (75.) | Kamerun |
| Nigeria                                                                                | Spieler des Spiels: Ademola Lookman (Nigeria) | | Kamerun |
| Achtelfinale                                                                           | | |         |
| 27. Januar 2024 um 20:00 Uhr (21:00 Uhr MEZ) in Abidjan (Stade Félix Houphouët-Boigny) | | |         |
| Schiedsrichter: Redouane Jiyed ( Marokko)                                              | | |         |

### Äquatorialguinea – Guinea 0:1 (0:0)
| Äquatorialguinea                                                                             | Äquatorialguinea | Guinea | Guinea |
| -------------------------------------------------------------------------------------------- | --- | --- | ------ |
| Äquatorialguinea                                                                             | \| Achtelfinale \| \| 28. Januar 2024 um 17:00 Uhr (18:00 Uhr MEZ) in Abidjan (Stade National de la Côte d’Ivoire) \| \| Schiedsrichter: Omar Artan ( Somalia) \|                               | \| Achtelfinale \| \| 28. Januar 2024 um 17:00 Uhr (18:00 Uhr MEZ) in Abidjan (Stade National de la Côte d’Ivoire) \| \| Schiedsrichter: Omar Artan ( Somalia) \| | Guinea |
| Äquatorialguinea                                                                             | Jesús Owono – Carlos Akapo, Esteban Obiang, Saúl Coco, Basilio Ndong – Iban Salvador, Federico Bikoro, Pablo Ganet, Jannick Buyla (84. Luis Nlavo), Pepín – Emilio Nsue Cheftrainer: Juan Michá | Ibrahim Koné – Ibrahim Diakité, Mouctar Diakhaby, Julian Jeanvier, Issiaga Sylla – Morgan Guilavogui (60. Serhou Guirassy), Mory Konaté (79. Naby Keïta), Amadou Diawara, Sekou Sylla (79. François Kamano) – Mohamed Bayo, Aguibou Camara Cheftrainer: Kaba Diawara | Guinea |
| Äquatorialguinea                                                                             | 0:1 Bayo (90.+8') | | Guinea |
| Äquatorialguinea                                                                             | Jeanvier (41.) | | Guinea |
| Äquatorialguinea                                                                             | Bikoro (55.) | | Guinea |
| Äquatorialguinea                                                                             | Emilio Nsue schießt Foulelfmeter an den Pfosten (69.) | | Guinea |
| Äquatorialguinea                                                                             | Spieler des Spiels: Ibrahim Diakité (Guinea) | | Guinea |
| Achtelfinale                                                                                 | | |        |
| 28. Januar 2024 um 17:00 Uhr (18:00 Uhr MEZ) in Abidjan (Stade National de la Côte d’Ivoire) | | |        |
| Schiedsrichter: Omar Artan ( Somalia)                                                        | | |        |

### Ägypten – DR Kongo 1:1 n.V. (1:1, 0:0), 7:8 i.E.
| Ägypten                                                                         | Ägypten | DR Kongo | DR Kongo |
| ------------------------------------------------------------------------------- | --- | --- | -------- |
| Ägypten                                                                         | \| Achtelfinale \| \| 28. Januar 2024 um 20:00 Uhr (21:00 Uhr MEZ) in San-Pédro (Stade Laurent Pokou) \| \| Schiedsrichter: Abongile Tom ( Südafrika) \| | \| Achtelfinale \| \| 28. Januar 2024 um 20:00 Uhr (21:00 Uhr MEZ) in San-Pédro (Stade Laurent Pokou) \| \| Schiedsrichter: Abongile Tom ( Südafrika) \| | DR Kongo |
| Ägypten                                                                         | Gabaski – Mohamed Hany, Ahmed Hegazi , Mohamed Abdelmonem, Ahmed Abou El Fotouh (46. Mohamed Hamdy) – Mohamed Elneny (112. Mohanad Lasheen), Marwan Attia (83. Mahmoud Hamada), Hamdy Fathy (100. Omar Kamal) – Zizo (90. Mostafa Fathi), Mostafa Mohamed, Trézéguet (83. Omar Marmoush) Cheftrainer: Rui Vitória ( Portugal) | Lionel Mpasi – Gédéon Kalulu, Chancel Mbemba , Dylan Batubinsika (65. Henoc Inonga Baka), Arthur Masuaku – Théo Bongonda, Samuel Moutoussamy, Charles Pickel (79. Aaron Tshibola) – Elia Meschack (105.+2' Grady Diangana), Cédric Bakambu (65. Simon Banza), Yoane Wissa (88. Silas) Cheftrainer: Sébastien Desabre ( Frankreich) | DR Kongo |
| Ägypten                                                                         | 1:1 Mohamed (45.+1', Foulelfmeter) | 0:1 Elia (37.) | DR Kongo |
| Ägypten                                                                         | Elfmeterschießen | | DR Kongo |
| Ägypten                                                                         | 1:0 Abdelmonem Mohamed schießt rechts am Tor vorbei 2:1 Marmoush 3:2 Kamal 4:3 Hany 5:4 Hegazi 6:5 Fathi 7:6 Hamada Gabaski schießt an die Oberkante der Latte | 1:1 Moutoussamy Masuaku schießt über das Tor 2:2 Diangana 3:3 Silas 4:4 Tshibola 5:5 Kalulu 6:6 Mbemba 7:7 Inonga Baka 7:8 Mpasi | DR Kongo |
| Ägypten                                                                         | Fathi (57.), Hamdy (66.), Attia (80.) | Batubinsika (45.), Bongonda (102.), Mbemba (115.) | DR Kongo |
| Ägypten                                                                         | Hamdy (97.) | | DR Kongo |
| Ägypten                                                                         | Spieler des Spiels: Lionel Mpasi (DR Kongo) | | DR Kongo |
| Achtelfinale                                                                    | | |          |
| 28. Januar 2024 um 20:00 Uhr (21:00 Uhr MEZ) in San-Pédro (Stade Laurent Pokou) | | |          |
| Schiedsrichter: Abongile Tom ( Südafrika)                                       | | |          |

### Kap Verde – Mauretanien 1:0 (0:0)
| Kap Verde                                                                              | Kap Verde | Mauretanien | Mauretanien |
| -------------------------------------------------------------------------------------- | --- | --- | ----------- |
| Kap Verde                                                                              | \| Achtelfinale \| \| 29. Januar 2024 um 17:00 Uhr (18:00 Uhr MEZ) in Abidjan (Stade Félix Houphouët-Boigny) \| \| Schiedsrichter: Mohamed Hussien ( Ägypten) \|                                                                                           | \| Achtelfinale \| \| 29. Januar 2024 um 17:00 Uhr (18:00 Uhr MEZ) in Abidjan (Stade Félix Houphouët-Boigny) \| \| Schiedsrichter: Mohamed Hussien ( Ägypten) \| | Mauretanien |
| Kap Verde                                                                              | Vozinha – Steven Moreira (90.+5' Willy Semedo), Logan Costa, Roberto Lopes, João Paulo – Jamiro Monteiro, Kevin Pina, Deroy Duarte (71. Kenny Rocha Santos) – Ryan Mendes , Bebé (71. Garry Rodrigues), Jovane Cabral (85. Benchimol) Cheftrainer: Bubista | Babacar Niasse – Ibrahima Keita (79. Yassine El Welly), Hassan Houbeib, Lamine Ba, Khadim Diaw – Sidi Bouna Amar (66. Aboubakar Kamara), Mouhsine Bodda , Omaré Gassama (35. Guessouma Fofana), Hemeya Tanji (66. Pape Ibnou Ba), Aboubakary Koita – Souleymane Anne (82. El Hadji Ba) Cheftrainer: Amir Abdou ( Frankreich) | Mauretanien |
| Kap Verde                                                                              | 1:0 Mendes (88., Foulelfmeter) | | Mauretanien |
| Kap Verde                                                                              | Pina (11.) | Niasse (87.) | Mauretanien |
| Kap Verde                                                                              | Spieler des Spiels: Jamiro Monteiro (Kap Verde) | | Mauretanien |
| Achtelfinale                                                                           | | |             |
| 29. Januar 2024 um 17:00 Uhr (18:00 Uhr MEZ) in Abidjan (Stade Félix Houphouët-Boigny) | | |             |
| Schiedsrichter: Mohamed Hussien ( Ägypten)                                             | | |             |

### Senegal – Elfenbeinküste 1:1 n.V. (1:1, 1:0), 4:5 i.E.
| Senegal                                                                                  | Senegal | Elfenbeinküste | Elfenbeinküste |
| ---------------------------------------------------------------------------------------- | --- | --- | -------------- |
| Senegal                                                                                  | \| Achtelfinale \| \| 29. Januar 2024 um 20:00 Uhr (21:00 Uhr MEZ) in Yamoussoukro (Stade Charles Konan Banny) \| \| Schiedsrichter: Pierre Atcho ( Gabun) \| | \| Achtelfinale \| \| 29. Januar 2024 um 20:00 Uhr (21:00 Uhr MEZ) in Yamoussoukro (Stade Charles Konan Banny) \| \| Schiedsrichter: Pierre Atcho ( Gabun) \| | Elfenbeinküste |
| Senegal                                                                                  | Édouard Mendy – Kalidou Koulibaly , Abdou Diallo (118. Bamba Dieng), Moussa Niakhaté, Ismail Jakobs – Krépin Diatta, Pape Matar Sarr, Lamine Camara (87. Idrissa Gueye) – Ismaïla Sarr (96. Iliman Ndiaye), Habib Diallo (67. Nicolas Jackson), Sadio Mané Cheftrainer: Aliou Cissé | Yahia Fofana – Serge Aurier , Odilon Kossounou (116. Wilfried Singo), Evan N’Dicka, Ghislain Konan – Oumar Diakité (65. Nicolas Pépé), Ibrahim Sangaré (73. Franck Kessié), Jean Seri, Max Gradel (64. Simon Adingra), Seko Fofana (79. Christian Kouamé) – Jean-Philippe Krasso (72. Sébastien Haller) Cheftrainer: Emerse Faé | Elfenbeinküste |
| Senegal                                                                                  | 1:0 H. Diallo (4.) | 1:1 Kessié (86., Foulelfmeter) | Elfenbeinküste |
| Senegal                                                                                  | Elfmeterschießen | | Elfenbeinküste |
| Senegal                                                                                  | 1:0 Koulibaly 2:1 P. Sarr Niakhaté schießt an den linken Pfosten 3:3 Dieng 4:4 Mané | 1:1 Pépé 2:2 Kouamé 2:3 Haller 3:4 Aurier 4:5 Kessié | Elfenbeinküste |
| Senegal                                                                                  | Mané (9.), H. Diallo (59.), Camara (72.), Cissé (83.), E. Mendy (84.) | Kouamé (82.), Seri (90.), Aurier (95.) | Elfenbeinküste |
| Senegal                                                                                  | Spieler des Spiels: Jean Seri (Elfenbeinküste) | | Elfenbeinküste |
| Achtelfinale                                                                             | | |                |
| 29. Januar 2024 um 20:00 Uhr (21:00 Uhr MEZ) in Yamoussoukro (Stade Charles Konan Banny) | | |                |
| Schiedsrichter: Pierre Atcho ( Gabun)                                                    | | |                |

### Mali – Burkina Faso 2:1 (1:0)
| Mali                                                                                 | Mali | Burkina Faso | Burkina Faso |
| ------------------------------------------------------------------------------------ | --- | --- | ------------ |
| Mali                                                                                 | \| Achtelfinale \| \| 30. Januar 2024 um 17:00 Uhr (18:00 Uhr MEZ) in Korhogo (Stade Amadou Gon Coulibaly) \| \| Schiedsrichter: Mutaz Ibrahim ( Libyen) \| | \| Achtelfinale \| \| 30. Januar 2024 um 17:00 Uhr (18:00 Uhr MEZ) in Korhogo (Stade Amadou Gon Coulibaly) \| \| Schiedsrichter: Mutaz Ibrahim ( Libyen) \| | Burkina Faso |
| Mali                                                                                 | Djigui Diarra – Hamari Traoré , Boubakar Kouyaté, Sikou Niakaté, Falaye Sacko – Mohamed Camara (90.+3' Mamadou Fofana), Lassana Coulibaly (74. Fousseni Diabaté), Amadou Haidara (74. Diadie Samassékou), Kamory Doumbia – Lassine Sinayoko (90.+3' Boubacar Traoré), Adama Traoré (74. Sékou Koïta) Cheftrainer: Éric Chelle | Hervé Koffi – Issa Kaboré, Issoufou Dayo , Edmond Tapsoba, Steeve Yago (46. Cedric Badolo) – Gustavo Sangaré (87. Stephane Aziz Ki), Ismahila Ouédraogo (68. Sacha Bansé), Blati Touré – Bertrand Traoré (77. Djibril Ouattara), Mohamed Konaté, Abdoul Tapsoba (46. Adamo Nagalo) Cheftrainer: Hubert Velud ( Frankreich) | Burkina Faso |
| Mali                                                                                 | 1:0 E. Tapsoba (3.) 2:0 Sinayoko (47.) | 2:1 B. Traoré (57., Handelfmeter) | Burkina Faso |
| Mali                                                                                 | Sinayoko (81.) | A. Tapsoba (27.), Badolo (72.), E. Tapsoba (81.) | Burkina Faso |
| Mali                                                                                 | Spieler des Spiels: Lassine Sinayoko (Mali) | | Burkina Faso |
| Achtelfinale                                                                         | | |              |
| 30. Januar 2024 um 17:00 Uhr (18:00 Uhr MEZ) in Korhogo (Stade Amadou Gon Coulibaly) | | |              |
| Schiedsrichter: Mutaz Ibrahim ( Libyen)                                              | | |              |

### Marokko – Südafrika 0:2 (0:0)
| Marokko                                                                         | Marokko | Südafrika | Südafrika |
| ------------------------------------------------------------------------------- | --- | --- | --------- |
| Marokko                                                                         | \| Achtelfinale \| \| 30. Januar 2024 um 20:00 Uhr (21:00 Uhr MEZ) in San-Pédro (Stade Laurent Pokou) \| \| Schiedsrichter: Mahmood Ismail ( Sudan) \| | \| Achtelfinale \| \| 30. Januar 2024 um 20:00 Uhr (21:00 Uhr MEZ) in San-Pédro (Stade Laurent Pokou) \| \| Schiedsrichter: Mahmood Ismail ( Sudan) \| | Südafrika |
| Marokko                                                                         | Bono – Achraf Hakimi, Nayef Aguerd, Romain Saïss , Noussair Mazraoui (76. Yahia Attiyat Allah) – Sofyan Amrabat, Selim Amallah (60. Ismael Saibari) Amine Adli (60. Amine Harit) – Youssef En-Nesyri, Abde Ezzalzouli (69. Ayoub El Kaabi) Cheftrainer: Walid Regragui | Ronwen Williams – Khuliso Mudau, Grant Kekana, Mothobi Mvala, Aubrey Modiba – Teboho Mokoena, Sphephelo Sithole (87. Thabang Monare), Thapelo Morena, Themba Zwane (70. Thapelo Maseko), Percy Tau – Evidence Makgopa (72. Zakhele Lepasa) Cheftrainer: Hugo Broos ( Belgien) | Südafrika |
| Marokko                                                                         | 0:1 Makgopa (57.) 0:2 Mokoena (90.+5') | | Südafrika |
| Marokko                                                                         | Amrabat (64.) | Modiba (29.), Kekana (36.), Mvala (83.) | Südafrika |
| Marokko                                                                         | Amrabat (90.+4', Notbremse) | | Südafrika |
| Marokko                                                                         | Hakimi schießt Handelfmeter an die Latte (85.) | | Südafrika |
| Marokko                                                                         | Spieler des Spiels: Teboho Mokoena (Südafrika) | | Südafrika |
| Achtelfinale                                                                    | | |           |
| 30. Januar 2024 um 20:00 Uhr (21:00 Uhr MEZ) in San-Pédro (Stade Laurent Pokou) | | |           |
| Schiedsrichter: Mahmood Ismail ( Sudan)                                         | | |           |

## Viertelfinale

### Nigeria – Angola 1:0 (1:0)
| Nigeria                                                                                | Nigeria | Angola | Angola |
| -------------------------------------------------------------------------------------- | --- | --- | ------ |
| Nigeria                                                                                | \| Viertelfinale \| \| 2. Februar 2024 um 17:00 Uhr (18:00 Uhr MEZ) in Abidjan (Stade Félix Houphouët-Boigny) \| \| Schiedsrichter: Issa Sy ( Senegal) \| | \| Viertelfinale \| \| 2. Februar 2024 um 17:00 Uhr (18:00 Uhr MEZ) in Abidjan (Stade Félix Houphouët-Boigny) \| \| Schiedsrichter: Issa Sy ( Senegal) \|                                                                                                  | Angola |
| Nigeria                                                                                | Stanley Nwabili – Semi Ajayi, William Troost-Ekong , Calvin Bassey – Ola Aina, Frank Onyeka (87. Joe Aribo), Alex Iwobi (80. Alhassan Yusuf), Zaidu Sanusi, Moses Simon, Ademola Lookman (90.+5' Kenneth Omeruo) – Victor Osimhen (90.+4' Paul Onuachu) Cheftrainer: José Peseiro ( Portugal) | Signori António – Eddie Afonso (78. Jérémy Bela), Kialonda Gaspar, Jonathan Buatu, Tó – Fredy (65. Bruno Paz), Show, Estrela (46. Zini) – Gilberto (66. Zito Luvumbo), Mabululu, Gelson Dala (86. Felício Milson) Cheftrainer: Pedro Gonçalves ( Portugal) | Angola |
| Nigeria                                                                                | 1:0 Lookman (41.) | | Angola |
| Nigeria                                                                                | Bassey (55.) | Gaspar, Mabululu (71.), Gelson Dala (74.) | Angola |
| Nigeria                                                                                | Spieler des Spiels: Moses Simon (Nigeria) | | Angola |
| Viertelfinale                                                                          | | |        |
| 2. Februar 2024 um 17:00 Uhr (18:00 Uhr MEZ) in Abidjan (Stade Félix Houphouët-Boigny) | | |        |
| Schiedsrichter: Issa Sy ( Senegal)                                                     | | |        |

### DR Kongo – Guinea 3:1 (1:1)
| DR Kongo                                                                                     | DR Kongo | Guinea | Guinea |
| -------------------------------------------------------------------------------------------- | --- | --- | ------ |
| DR Kongo                                                                                     | \| Viertelfinale \| \| 2. Februar 2024 um 20:00 Uhr (21:00 Uhr MEZ) in Abidjan (Stade National de la Côte d’Ivoire) \| \| Schiedsrichter: Mustapha Ghorbal ( Algerien) \| | \| Viertelfinale \| \| 2. Februar 2024 um 20:00 Uhr (21:00 Uhr MEZ) in Abidjan (Stade National de la Côte d’Ivoire) \| \| Schiedsrichter: Mustapha Ghorbal ( Algerien) \| | Guinea |
| DR Kongo                                                                                     | Lionel Mpasi – Gédéon Kalulu, Chancel Mbemba , Henoc Inonga Baka, Arthur Masuaku – Charles Pickel, Samuel Moutoussamy, Elia Meschack (59. Silas), Théo Bongonda (84. Aaron Tshibola), Yoane Wissa (84. Joris Kayembe) – Cédric Bakambu (72. Simon Banza) Cheftrainer: Sébastien Desabre ( Frankreich) | Ibrahim Koné – Ibrahim Diakité (90.+1' Antoine Conte), Mouctar Diakhaby, Julian Jeanvier, Issiaga Sylla – Amadou Diawara (69. Serhou Guirassy), Naby Keïta , Morgan Guilavogui (59. Abdoulaye Touré), Aguibou Camara, Sekou Sylla (59. Facinet Conte) – Mohamed Bayo (90.+2' François Kamano) Cheftrainer: Kaba Diawara | Guinea |
| DR Kongo                                                                                     | 1:1 Mbemba (27.) 2:1 Wissa (65., Foulelfmeter) 3:1 Masuaku (82.) | 0:1 Bayo (20., Foulelfmeter) | Guinea |
| DR Kongo                                                                                     | Masuaku (37.) | Diawara (64.), F. Conte (79.) | Guinea |
| DR Kongo                                                                                     | Spieler des Spiels: Yoane Wissa (DR Kongo) | | Guinea |
| Viertelfinale                                                                                | | |        |
| 2. Februar 2024 um 20:00 Uhr (21:00 Uhr MEZ) in Abidjan (Stade National de la Côte d’Ivoire) | | |        |
| Schiedsrichter: Mustapha Ghorbal ( Algerien)                                                 | | |        |

### Mali – Elfenbeinküste 1:2 n. V. (1:1, 0:0)
| Mali                                                                      | Mali | Elfenbeinküste | Elfenbeinküste |
| ------------------------------------------------------------------------- | --- | --- | -------------- |
| Mali                                                                      | \| Viertelfinale \| \| 3. Februar 2024 um 17:00 Uhr (18:00 Uhr MEZ) in Bouaké (Stade de la Paix) \| \| Schiedsrichter: Mohamed Hussien ( Ägypten) \| | \| Viertelfinale \| \| 3. Februar 2024 um 17:00 Uhr (18:00 Uhr MEZ) in Bouaké (Stade de la Paix) \| \| Schiedsrichter: Mohamed Hussien ( Ägypten) \| | Elfenbeinküste |
| Mali                                                                      | Djigui Diarra – Hamari Traoré , Boubakar Kouyaté, Sikou Niakaté, Falaye Sacko – Lassana Coulibaly (89. Boubacar Traoré), Diadie Samassékou (102. Ibrahim Sissoko), Amadou Haidara (62. Fousseni Diabaté), Kamory Doumbia (90.+7' Yves Bissouma) – Adama Traoré (63. Nene Dorgeles), Lassine Sinayoko (89. Mamadou Fofana) Cheftrainer: Éric Chelle | Yahia Fofana – Serge Aurier (46. Willy Boly), Odilon Kossounou, Evan N’Dicka, Ghislain Konan – Jean Seri (86. Simon Adingra), Franck Kessié, Nicolas Pépé (45.+3' Wilfried Singo), Seko Fofana, Max Gradel (73. Oumar Diakité) – Christian Kouamé (46. Sébastien Haller) Cheftrainer: Emerse Faé | Elfenbeinküste |
| Mali                                                                      | 1:0 Dorgeles (71.) | 1:1 Adingra (90.) 1:2 Diakité (120.+2') | Elfenbeinküste |
| Mali                                                                      | A. Traore (39.), A. Haidara (45.+3'), Coulibaly (80.) | Kossounou (16.), Kouamé (33.), Aurier (37.), Fofana (90.+2'), Diakité (111.) | Elfenbeinküste |
| Mali                                                                      | Kossounou (43.), Diakité (120.+3') | | Elfenbeinküste |
| Mali                                                                      | H. Traore (120.) | | Elfenbeinküste |
| Mali                                                                      | Fofana hält Foulelfmeter von A. Traoré (17.) | | Elfenbeinküste |
| Mali                                                                      | Spieler des Spiels: Oumar Diakité (Elfenbeinküste) | | Elfenbeinküste |
| Viertelfinale                                                             | | |                |
| 3. Februar 2024 um 17:00 Uhr (18:00 Uhr MEZ) in Bouaké (Stade de la Paix) | | |                |
| Schiedsrichter: Mohamed Hussien ( Ägypten)                                | | |                |

### Kap Verde – Südafrika 0:0 n. V., 1:2 i. E.
| Kap Verde                                                                                | Kap Verde | Südafrika | Südafrika |
| ---------------------------------------------------------------------------------------- | --- | --- | --------- |
| Kap Verde                                                                                | \| Viertelfinale \| \| 3. Februar 2024 um 20:00 Uhr (21:00 Uhr MEZ) in Yamoussoukro (Stade Charles Konan Banny) \| \| Schiedsrichter: Jean-Jacques Ndala ( Demokratische Republik Kongo) \| | \| Viertelfinale \| \| 3. Februar 2024 um 20:00 Uhr (21:00 Uhr MEZ) in Yamoussoukro (Stade Charles Konan Banny) \| \| Schiedsrichter: Jean-Jacques Ndala ( Demokratische Republik Kongo) \| | Südafrika |
| Kap Verde                                                                                | Vozinha – Steven Moreira, Logan Costa, Roberto Lopes, João Paulo – Jamiro Monteiro (86. Laros Duarte), Kevin Pina (65. Patrick Andrade), Kenny Rocha Santos (119. Bryan Teixeira) – Ryan Mendes (65. Willy Semedo), Jovane Cabral (86. Benchimol), Garry Rodrigues (73. Bebé) Cheftrainer: Bubista | Ronwen Williams – Khuliso Mudau (103. Nyiko Mobbie), Grant Kekana, Mothobi Mvala, Aubrey Modiba – Teboho Mokoena, Sphephelo Sithole, Thapelo Morena (70. Thapelo Maseko, 114. Terrence Mashego), Themba Zwane (90. Jayden Adams), Percy Tau (85. Mihlali Mayambela) – Evidence Makgopa (103. Zakhele Lepasa) Cheftrainer: Hugo Broos ( Belgien) | Südafrika |
| Kap Verde                                                                                | Elfmeterschießen | | Südafrika |
| Kap Verde                                                                                | Williams hält gegen Bébé Williams hält gegen Semedo Williams hält gegen L. Duarte 1:1 Teixera Williams hält gegen Andrade | 0:1 Mokoena Lepasa schießt an die Latte Vozinha hält gegen Modiba 1:2 Mvala | Südafrika |
| Kap Verde                                                                                | Mendes (27.) | | Südafrika |
| Kap Verde                                                                                | Spieler des Spiels: Ronwen Williams (Südafrika) | | Südafrika |
| Viertelfinale                                                                            | | |           |
| 3. Februar 2024 um 20:00 Uhr (21:00 Uhr MEZ) in Yamoussoukro (Stade Charles Konan Banny) | | |           |
| Schiedsrichter: Jean-Jacques Ndala ( Demokratische Republik Kongo)                       | | |           |

## Halbfinale

### Nigeria – Südafrika 1:1 n. V. (1:1, 0:0), 4:2 i. E.
| Nigeria                                                                   | Nigeria | Südafrika | Südafrika |
| ------------------------------------------------------------------------- | --- | --- | --------- |
| Nigeria                                                                   | \| Halbfinale \| \| 7. Februar 2024 um 17:00 Uhr (18:00 Uhr MEZ) in Bouaké (Stade de la Paix) \| \| Schiedsrichter: Amin Omar ( Ägypten) \| | \| Halbfinale \| \| 7. Februar 2024 um 17:00 Uhr (18:00 Uhr MEZ) in Bouaké (Stade de la Paix) \| \| Schiedsrichter: Amin Omar ( Ägypten) \| | Südafrika |
| Nigeria                                                                   | Stanley Nwabili – Semi Ajayi, William Troost-Ekong , Calvin Bassey – Bright Osayi-Samuel (120.+2' Kenneth Omeruo), Frank Onyeka (102. Joe Aribo), Alex Iwobi (63. Alhassan Yusuf), Ola Aina – Moses Simon (63. Samuel Chukwueze), Victor Osimhen (110. Terem Moffi), Ademola Lookman (102. Kelechi Iheanacho) Cheftrainer: José Peseiro ( Portugal) | Ronwen Williams – Khuliso Mudau, Grant Kekana, Siyanda Xulu (75. Mihlali Mayambela), Mothobi Mvala, Aubrey Modiba – Percy Tau, Teboho Mokoena, Sphephelo Sithole, Themba Zwane (72. Zakhele Lepasa, 117. Nkosinathi Sibisi) – Evidence Makgopa Cheftrainer: Hugo Broos ( Belgien) | Südafrika |
| Nigeria                                                                   | 1:0 Troost-Ekong (67., Foulelfmeter) | 1:1 Mokoena (90., Foulelfmeter) | Südafrika |
| Nigeria                                                                   | Elfmeterschießen | | Südafrika |
| Nigeria                                                                   | 1:0 Moffi 2:0 Omeruo Aina schießt über das Tor 3:1 Troost-Ekong 4:2 Iheanacho | Nwabili hält gegen Mokoena 2:1 Mayambela Nwabili hält gegen Makgopa 3:2 Mvala | Südafrika |
| Nigeria                                                                   | Onyeka (101.), Troost-Ekong (120.) | | Südafrika |
| Nigeria                                                                   | Kekana (115.) | | Südafrika |
| Nigeria                                                                   | Spieler des Spiels: Stanley Nwabili (Nigeria) | | Südafrika |
| Halbfinale                                                                | | |           |
| 7. Februar 2024 um 17:00 Uhr (18:00 Uhr MEZ) in Bouaké (Stade de la Paix) | | |           |
| Schiedsrichter: Amin Omar ( Ägypten)                                      | | |           |

### Elfenbeinküste – DR Kongo 1:0 (0:0)
| Elfenbeinküste                                                                               | Elfenbeinküste | DR Kongo | DR Kongo |
| -------------------------------------------------------------------------------------------- | --- | --- | -------- |
| Elfenbeinküste                                                                               | \| Halbfinale \| \| 7. Februar 2024 um 20:00 Uhr (21:00 Uhr MEZ) in Abidjan (Stade National de la Côte d’Ivoire) \| \| Schiedsrichter: Mutaz Ibrahim ( Libyen) \| | \| Halbfinale \| \| 7. Februar 2024 um 20:00 Uhr (21:00 Uhr MEZ) in Abidjan (Stade National de la Côte d’Ivoire) \| \| Schiedsrichter: Mutaz Ibrahim ( Libyen) \| | DR Kongo |
| Elfenbeinküste                                                                               | Yahia Fofana – Wilfried Singo, Willy Boly, Evan N’Dicka, Ghislain Konan – Jean Seri (61. Jean Thierry Lazare), Franck Kessié , Seko Fofana (61. Ibrahim Sangaré) – Max Gradel (90. Jérémie Boga), Sébastien Haller (90. Jean-Philippe Krasso), Simon Adingra (80. Jonathan Bamba) Cheftrainer: Emerse Faé | Lionel Mpasi – Gédéon Kalulu, Chancel Mbemba , Henoc Inonga Baka, Arthur Masuaku – Charles Pickel (70. Aaron Tshibola), Samuel Moutoussamy, Elia Meschack (78. Silas), Gaël Kakuta (46. Théo Bongonda), Yoane Wissa (69. Fiston Kalala Mayele) – Cédric Bakambu (69. Simon Banza) Cheftrainer: Sébastien Desabre ( Frankreich) | DR Kongo |
| Elfenbeinküste                                                                               | 1:0 Haller (65.) | | DR Kongo |
| Elfenbeinküste                                                                               | Spieler des Spiels: Franck Kessié (Elfenbeinküste) | | DR Kongo |
| Halbfinale                                                                                   | | |          |
| 7. Februar 2024 um 20:00 Uhr (21:00 Uhr MEZ) in Abidjan (Stade National de la Côte d’Ivoire) | | |          |
| Schiedsrichter: Mutaz Ibrahim ( Libyen)                                                      | | |          |

## Spiel um Platz 3

### Südafrika – DR Kongo 0:0, 6:5 i. E.
| Südafrika                                                                               | Südafrika | DR Kongo | DR Kongo |
| --------------------------------------------------------------------------------------- | --- | --- | -------- |
| Südafrika                                                                               | \| Spiel um Platz 3 \| \| 10. Februar 2024 um 20:00 Uhr (21:00 Uhr MEZ) in Abidjan (Stade Félix Houphouët-Boigny) \| \| Schiedsrichter: Bamlak Tessema Weyesa ( Äthiopien) \| | \| Spiel um Platz 3 \| \| 10. Februar 2024 um 20:00 Uhr (21:00 Uhr MEZ) in Abidjan (Stade Félix Houphouët-Boigny) \| \| Schiedsrichter: Bamlak Tessema Weyesa ( Äthiopien) \| | DR Kongo |
| Südafrika                                                                               | Ronwen Williams – Khuliso Mudau, Siyanda Xulu, Nkosinathi Sibisi, Aubrey Modiba – Teboho Mokoena, Sphephelo Sithole, Thapelo Morena (72. Terrence Mashego), Themba Zwane (58. Thabang Monare), Mihlali Mayambela (89. Zakhele Lepasa) – Evidence Makgopa (58. Oswin Appollis) Cheftrainer: Hugo Broos ( Belgien) | Dimitry Bertaud – Brian Bayele, Chancel Mbemba , Dylan Batubinsika, Joris Kayembe – Aaron Tshibola (46. Omenuke Mfulu), Samuel Moutoussamy, Théo Bongonda (33. Elia Meschack), Grady Diangana (68. Yoane Wissa), Silas (79. Fiston Kalala Mayele) – Simon Banza (79. Cédric Bakambu) Cheftrainer: Sébastien Desabre ( Frankreich) | DR Kongo |
| Südafrika                                                                               | Elfmeterschießen | | DR Kongo |
| Südafrika                                                                               | Mokoena schießt an den Außenpfosten 1:1 Sibisi 2:2 Monare 3:3 Modiba 4:4 Lepasa 5:4 Appollis 6:5 Xulu | 0:1 Moutoussamy 1:2 Mfulu 2:3 Bakambu 3:4 Kayembe Wiliams hält gegen Mbemba 5:5 Wissa Wiliams hält gegen Meschack | DR Kongo |
| Südafrika                                                                               | Tshibola (28.) | | DR Kongo |
| Südafrika                                                                               | Spieler des Spiels: Dylan Batubinsika (DR Kongo) | | DR Kongo |
| Spiel um Platz 3                                                                        | | |          |
| 10. Februar 2024 um 20:00 Uhr (21:00 Uhr MEZ) in Abidjan (Stade Félix Houphouët-Boigny) | | |          |
| Schiedsrichter: Bamlak Tessema Weyesa ( Äthiopien)                                      | | |          |

## Finale

### Nigeria – Elfenbeinküste 1:2 (1:0)
| Nigeria                                                                                       | Nigeria | Elfenbeinküste | Elfenbeinküste |
| --------------------------------------------------------------------------------------------- | --- | --- | -------------- |
| Nigeria                                                                                       | \| Finale \| \| 11. Februar 2024 um 20:00 Uhr (21:00 Uhr MEZ) in Abidjan (Stade National de la Côte d’Ivoire) \| \| Ergebnis: 1:2 (1:0) \| \| Schiedsrichter: Dahane Beida ( Mauretanien) 1 \| \| Spielbericht \|                                                                                                | \| Finale \| \| 11. Februar 2024 um 20:00 Uhr (21:00 Uhr MEZ) in Abidjan (Stade National de la Côte d’Ivoire) \| \| Ergebnis: 1:2 (1:0) \| \| Schiedsrichter: Dahane Beida ( Mauretanien) 1 \| \| Spielbericht \|                                                                                                | Elfenbeinküste |
| Nigeria                                                                                       | Stanley Nwabili – Semi Ajayi, William Troost-Ekong , Calvin Bassey – Ola Aina, Frank Onyeka (86. Terem Moffi), Alex Iwobi (79. Alhassan Yusuf), Zaidu Sanusi (86. Joe Aribo), Samuel Chukwueze (56. Moses Simon), Ademola Lookman (79. Kelechi Iheanacho) – Victor Osimhen Cheftrainer: José Peseiro ( Portugal) | Yahia Fofana – Serge Aurier (70. Wilfried Singo), Odilon Kossounou, Evan N’Dicka, Ghislain Konan – Jean Seri (90.+2' Jean Thierry Lazare), Franck Kessié, Seko Fofana (88. Ibrahim Sangaré), Max Gradel (70. Oumar Diakité), Simon Adingra – Sébastien Haller (88. Jean-Philippe Krasso) Cheftrainer: Emerse Faé | Elfenbeinküste |
| Nigeria                                                                                       | 1:0 Troost-Ekong (38.) | 1:1 Kessié (62.) 1:2 Haller (81.) | Elfenbeinküste |
| Nigeria                                                                                       | Peseiro (28.), Nwabili (53.), Aina (90.) | Aurier (54.), S. Fofana (87.), N’Dicka (90.+7') | Elfenbeinküste |
| Nigeria                                                                                       | Spieler des Spiels: Simon Adingra (Elfenbeinküste) | | Elfenbeinküste |
| Finale                                                                                        | | |                |
| 11. Februar 2024 um 20:00 Uhr (21:00 Uhr MEZ) in Abidjan (Stade National de la Côte d’Ivoire) | | |                |
| Ergebnis: 1:2 (1:0)                                                                           | | |                |
| Schiedsrichter: Dahane Beida ( Mauretanien) 1                                                 | | |                |
| Spielbericht                                                                                  | | |                |